# Kasmír (régió)
Kasmír (urduul: کشمیر) az Indiai szubkontinens északnyugati régiója. Történelmileg a név a Nagy-Himalája és a Pir Panjal vonulatai közti völgyre utal. Ma ennél jóval nagyobb területet értenek alatta, amely magában foglalja az indiai Dzsammu és Ladak régióit, a pakisztáni Északi Területeket és a kínai Akszaj Csint.
A régió folyamatos vita és konfliktus tárgyát képezi India és Pakisztán között, az indiai szubkontinens 1947-es felosztása óta. Az északi és nyugati részek többnyire Pakisztán ellenőrzése alatt állnak: Azád-Kasmír és Gilgit-Baltisztán, a déli és délkeleti részek, Dzsammu és Kasmír, valamint Ladak India ellenőrzése alatt vannak. Az India és Pakisztán által igazgatott területeket egy 1972-ben meghúzott „ellenőrzési vonal” választja el egymástól, de egyik ország sem ismeri el nemzetközi határként. Ezenkívül az 1950-es évektől Kína is aktívvá vált a régió keleti és északkeleti szélén és Kína ellenőrzi Ladak északkeleti részét és a Sakszgam-völgyet.
Kasmír a hinduizmus, később a buddhizmus fontos központja volt.

## Demográfia

A régió politikai megoszlása 2025 elején:
Indiai ellenőrzés alatt (Dzsammu és Kasmír, valamint Ladak területei)
Pakisztáni ellenőrzés alatt (Azad Kasmír)
Pakisztáni ellenőrzés alatt (Gilgit-Baltisztán)
Kínai ellenőrzés alatt (Aksai Chin)
Sakszgam-völgy (Pakisztán által Kínának átengedve, India nem ismeri el)

Az India által igazgatott Dzsammu és Kasmír, valamint Ladak szövetségi területek népessége kb. 12,5 millió fő; a Pakisztán által igazgatott Azad Kasmír területének lakossága kb. 4 millió fő; Gilgit-Baltisztán lakossága pedig kb. 1,5–2 millió fő. 
| Adminisztrálja          | Terület neve                         | Népesség        | % muszlim | % hindu | % buddhista | % egyéb vallású |
| ----------------------- | ------------------------------------ | --------------- | --------- | ------- | ----------- | --------------- |
| India                   | Kasmír-völgy                         | kb. 4 millió    | 95%       | 4%      | –           | –               |
| India                   | Dzsammu                              | kb. 3 millió    | 30%       | 66%     | –           | 4%              |
| India                   | Ladak                                | kb. 0,25 millió | 46%       | 12%     | 40%         | 2%              |
| Pakisztán               | Azád-Kasmír                          | kb. 4 millió    | 100%      | –       | –           | –               |
| Pakisztán               | Gilgit-Baltisztán (Északi Területek) | kb. 2 millió    | 99%       | –       | –           | –               |
| Kína                    | Akszaj-csin                          | –               | –         | –       | –           | –               |
| Kína                    | Transz-Karakoram (Sakszgam-völgy)    | –               | –         | –       | –           | –               |
| - Statisztika a BBC-től |                                      |                 |           |         |             |                 |

## Földrajz
A régió az északi szélesség 32° és 36°, valamint a keleti hosszúság 74° és 80° között fekszik. 
A határai nincsenek pontosan megállapítva. Északkeleten a Hszincsiang-Ujgur Autonóm Terület, keleten a Tibeti Autonóm Terület határolja (mindkettő Kína része), délen Himácsal Prades és Pandzsáb indiai államok, nyugaton Pakisztán, északnyugaton pedig Afganisztán. A területe a Britannica alapján 222 ezer km².

### Domborzat
Kasmír régiója túlnyomórészt hegyvidéki, mély, keskeny völgyekkel és magas, kopár fennsíkokkal. A Himalája nyugati része szeli át. A Himalája Kasmír nyugati határán, a Nanga Parbatnál ér véget. Északon a Nagy Himaláján túl, a régiót a Karakoram- hegység szeli át. 
Az északkasmíri- és délkasmíri-Himalája között helyezkedik el a Kasmíri-völgy. 

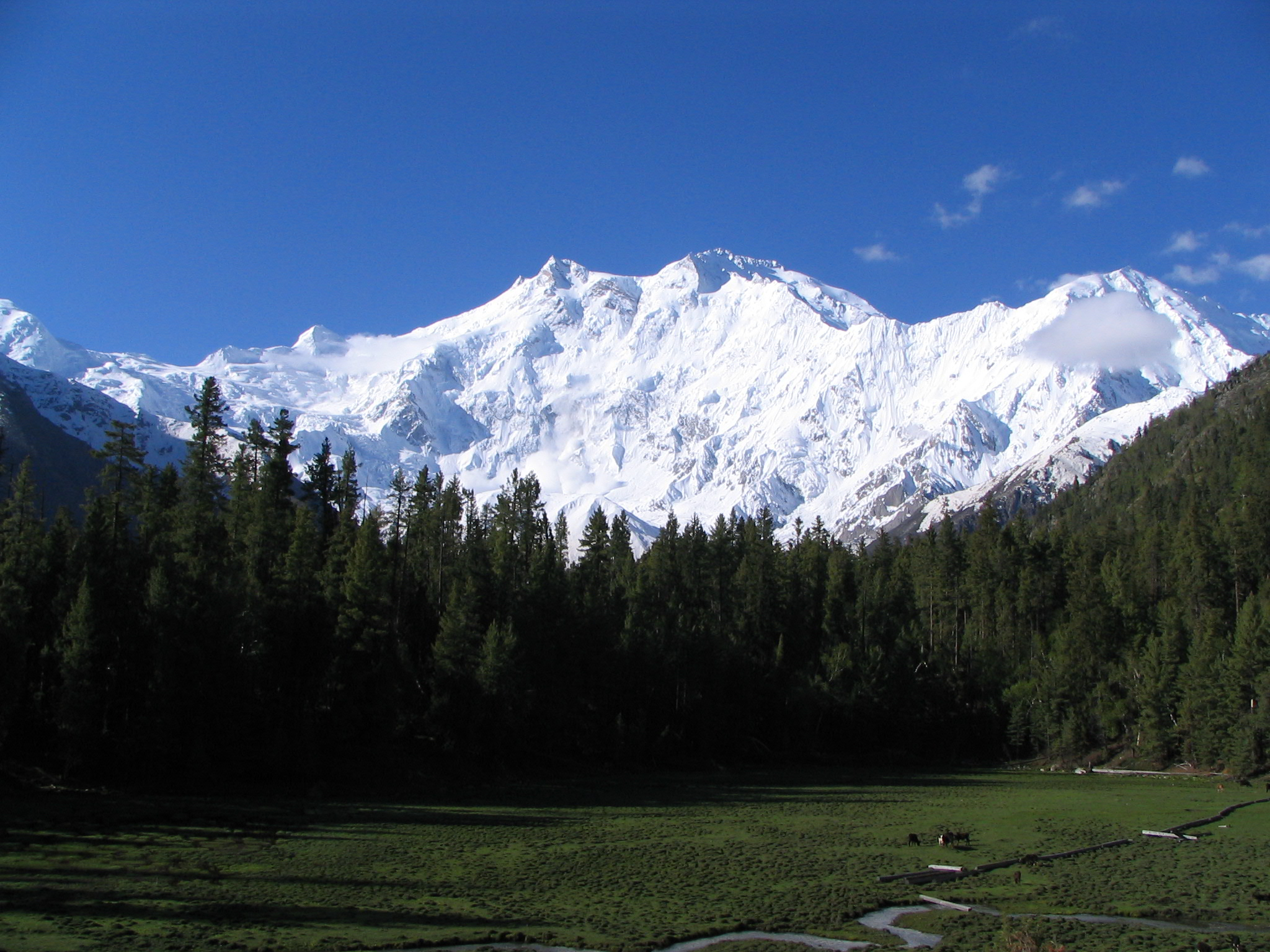
Nanga Parbat, a világ 9. legmagasabb csúcsa
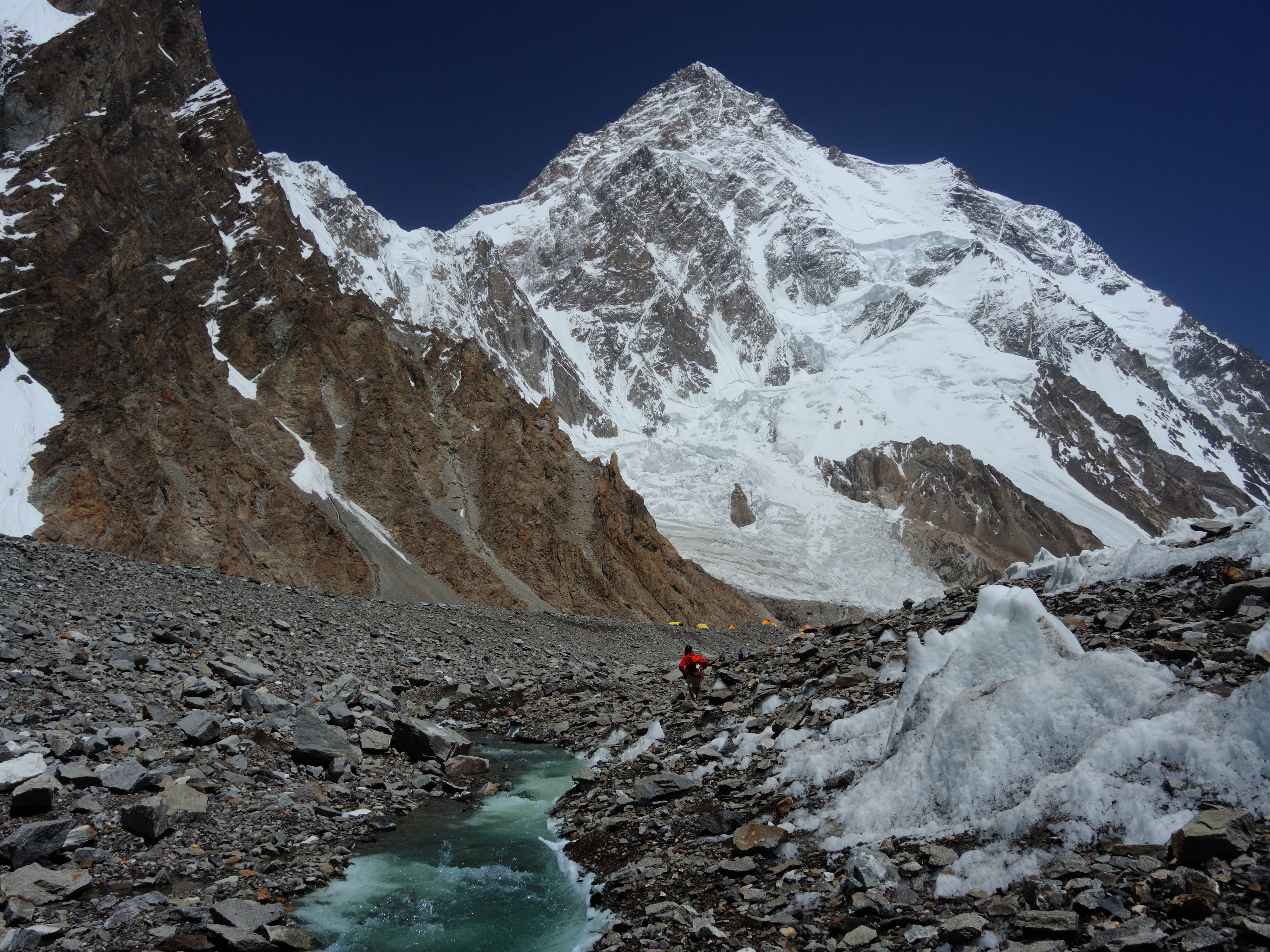
A K2-es csúcs a Karakoramban
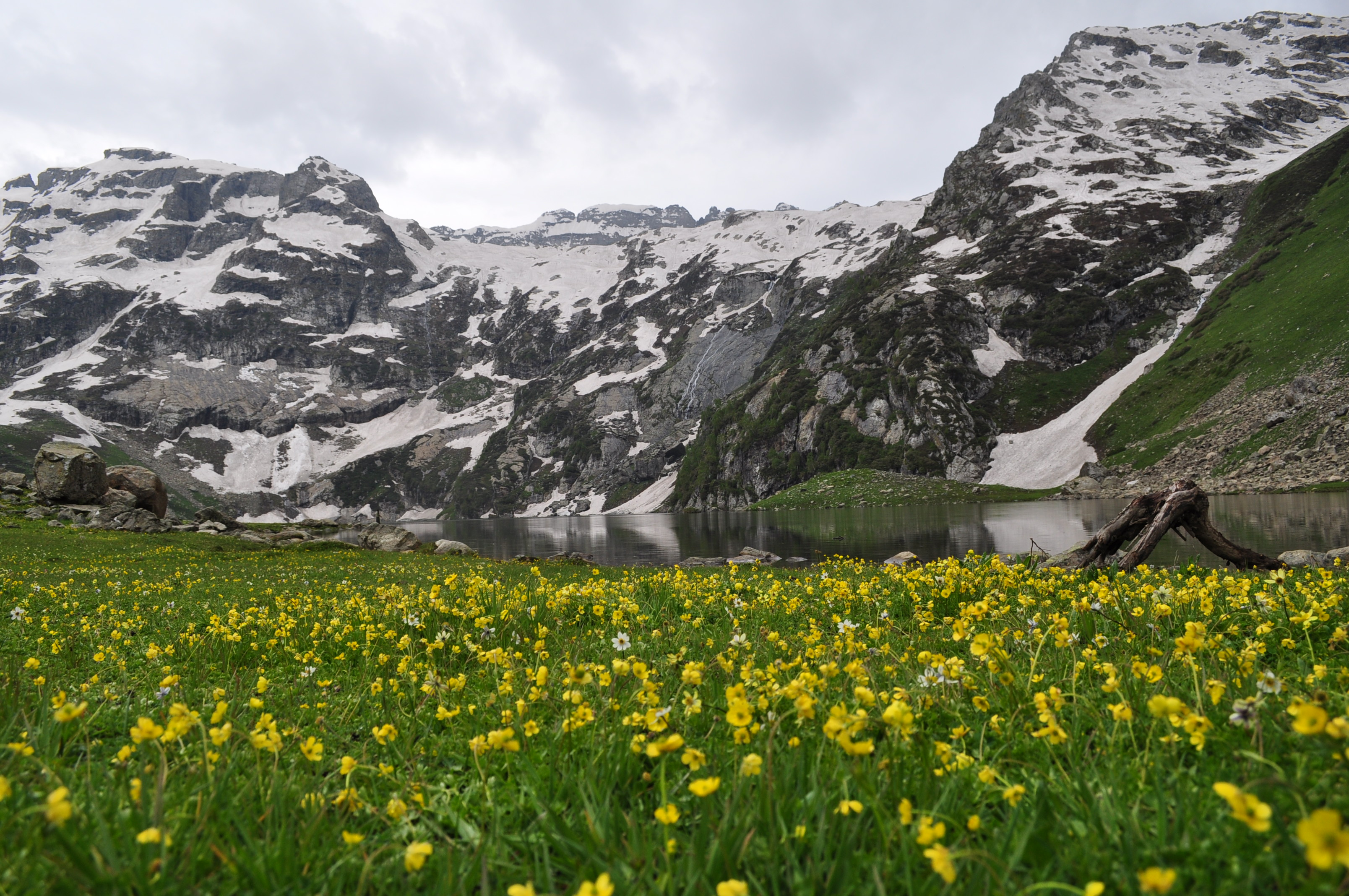
Sheera Sir, Harmuk-hegy
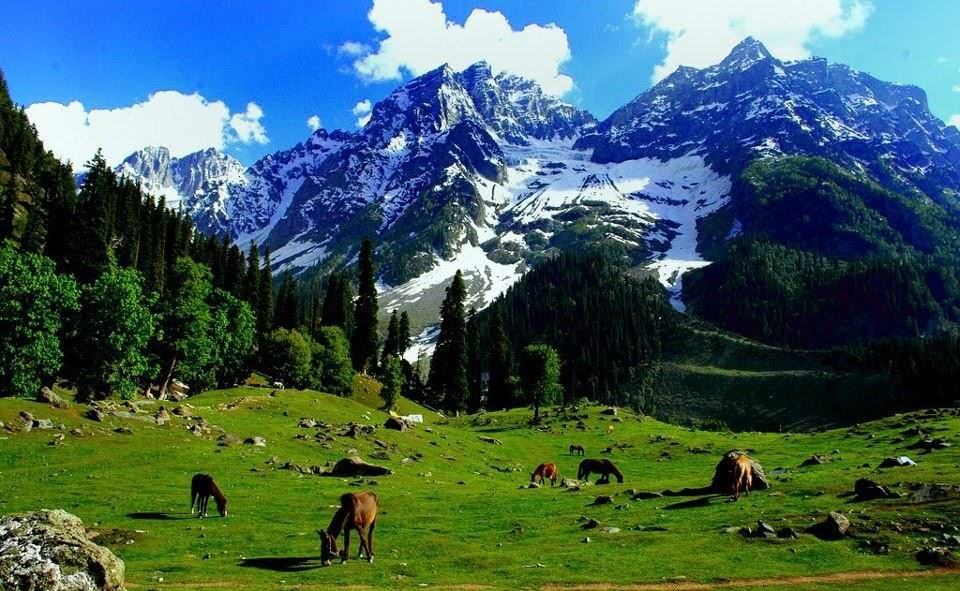
Kasmíri táj
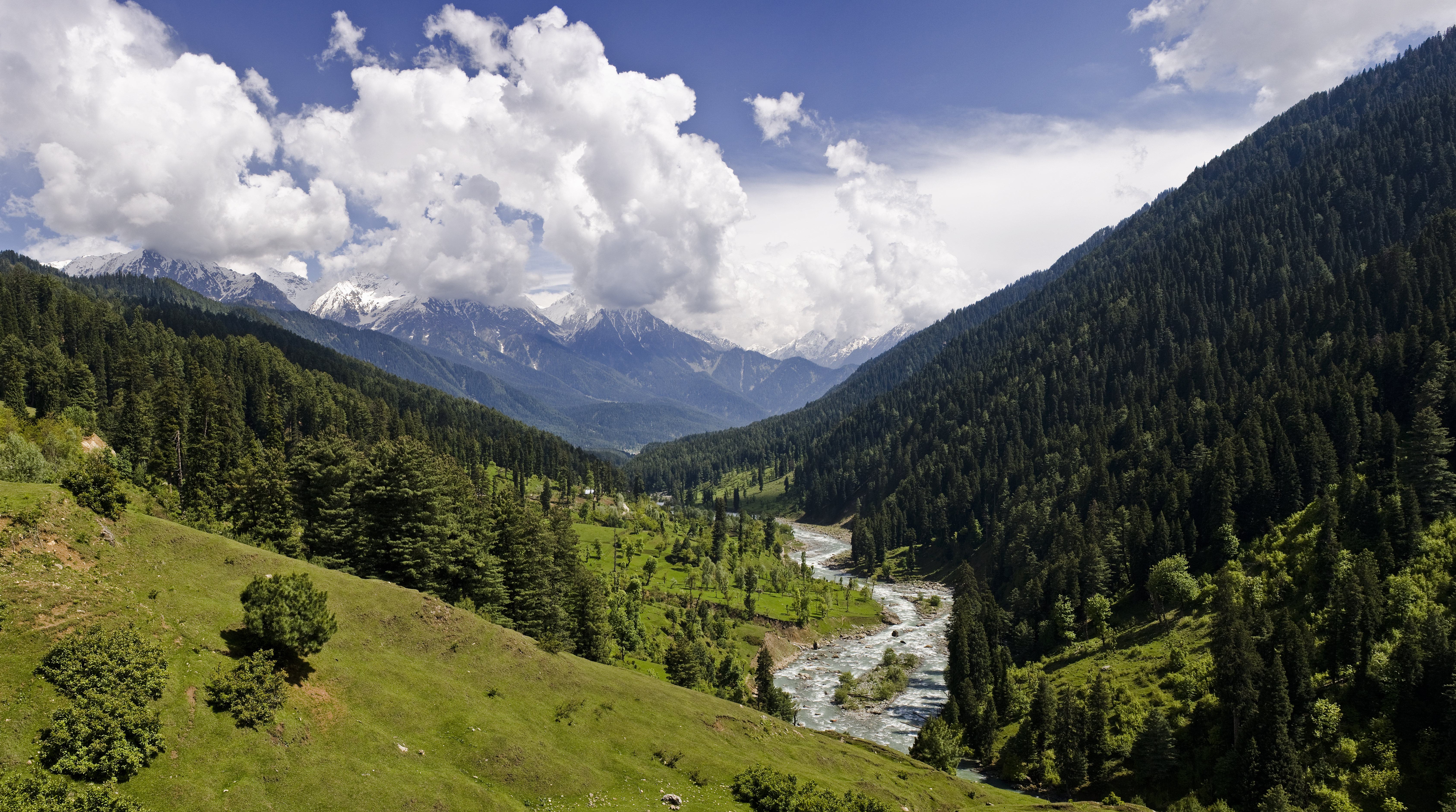
A Pahalgam-völgy Dzsammu és Kasmír területén
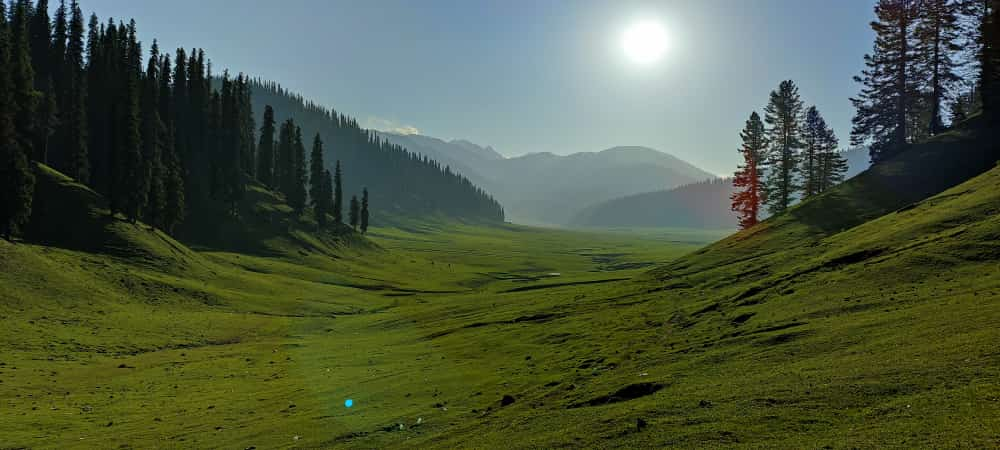
Bangus-völgy

### Szerkezet, kialakulás
Kialakulásában a Gondwana őskontinensről leszakadt Tibeti masszívum és az Eurázsiai-lemez, majd mindezekhez a Dekkán ütközése játszotta a legfontosabb szerepet. A köztük elhelyezkedett üledék felgyűrődése ma is tart.

### Éghajlat
Éghajlata monszun és hegyvidéki jellegű, de szélsőségektől mentes.

### Vízrajz

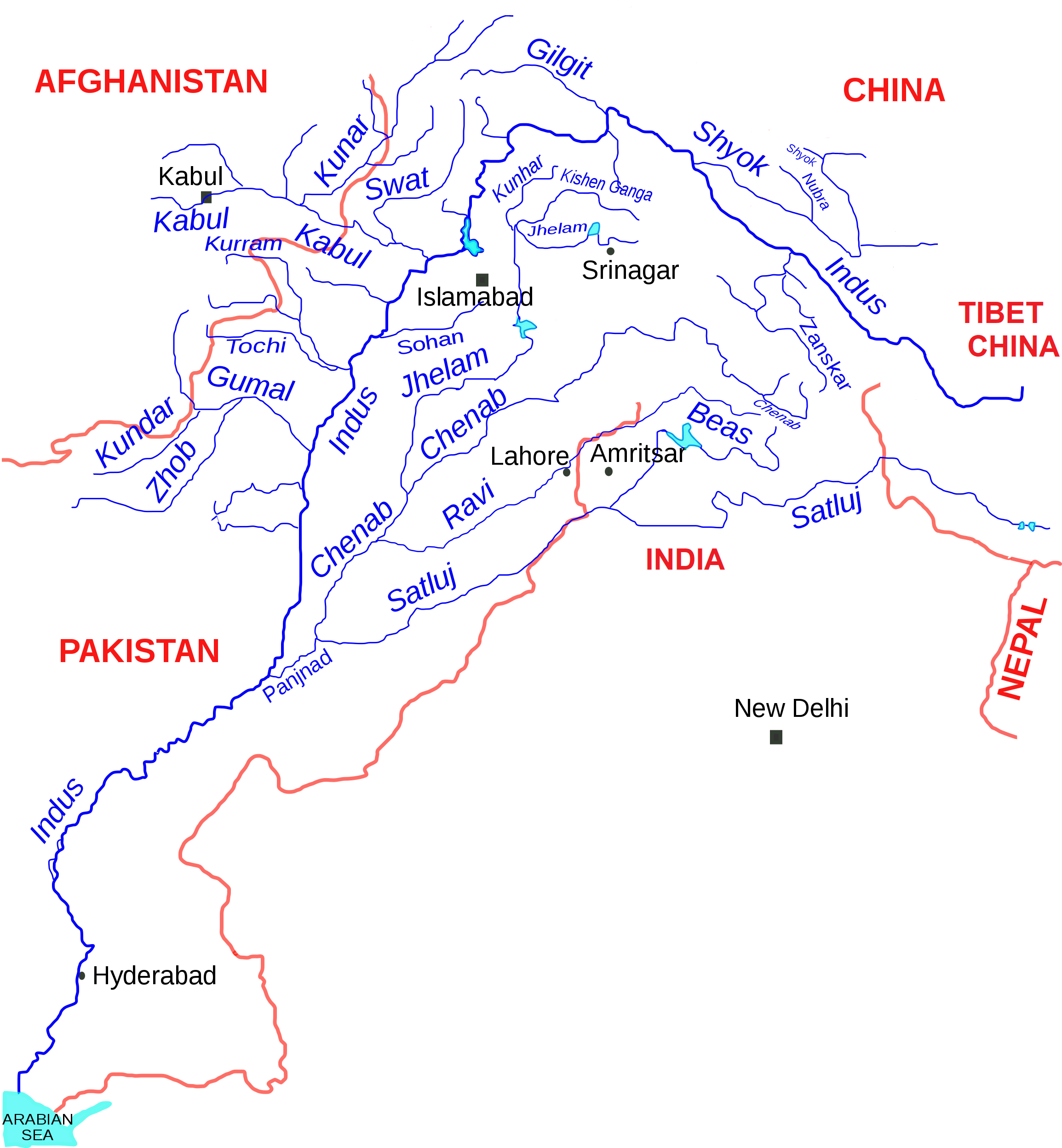
Az Indus vízgyűjtője

A terület az Indus vízrendszeréhez tartozik. Kasmírt három fő folyó szeli át, nevezetesen az Indus, a Jhelum és a Chenab.
A folyók bővizűek, felsőszakasz jellegűek. A fő folyók medencéi három nagyobb völgyre osztják a régiót, amelyeket magas hegyvonulatok választanak el egymástól.
Az Indus-völgy a régió északi és északkeleti részén fekszik, amely magában foglalja Baltisztán és Ladak kopár és sivár területeit. 
A Jhelum-völgy felső része alkotja Kasmír tulajdonképpeni völgyét (itt fekszik Srinagar), amelyet magas hegyvonulatok vesznek körül. 
A Chenab-völgy a Kasmír régió déli részén fekszik, dél felé kopár dombokkal. Szinte az egész Dzsammu régiót magába foglalja. 
Tavai közül a Dal és a Wular érdemel említést.

### Növényzet
A régiót északon magashegységi sivatag és tundra, délen fenyves, szubtrópusi hegyi esőerdő jellemzi.

### Talaj
Északon, illetve a magasabb területeken váz és podzol talajok, míg délen a barna erdei talajok a jellemzőek.

## Történelem

### A kezdetektől a brit uralom végéig
A térség korai fejlődése az Indus-völgyi civilizációban csúcsosodott ki. Az árják megjelenését követően később a Maurja Birodalom terjesztette ki fennhatóságát Kasmírra.
A döntő változást az iszlám hódítás jelentette a vidéken a 11-12. században. A Delhi Szultanátus, majd a Mogul Birodalom uralta a területet.
A brit hódítás során 1846. március 16-án, az amritsari szerződéssel jött létre a közvetlenül a brit koronától függő (az ún. Hercegi Államok közé tartozó) Dzsammu és Kasmír állam, Gulab Szingh maharadzsa uralma alatt.
A zömmel muszlimok lakta állam India függetlenségééig, 1947. augusztus 15-ig nem döntötte el, hogy Indiához vagy Pakisztánhoz kíván-e csatlakozni.

### A kasmíri konfliktus kezdetei
A konfliktus alapját Kasmír geopolitikai helyzete képezte: a kínai, orosz, muszlim és hindu kultúrkör és érdekszféra ütközőpontján helyezkedett el. Gazdaságilag, közlekedésföldrajzilag a későbbi Pakisztánhoz kötődött, uralkodója azonban a függetlenség gondolatával kacérkodó hindu Hari Szingh maharadzsa volt.
1947 szeptemberében azonban Pakisztán felől fegyveresek törtek be Kasmírba, Pakisztán pedig gyakorlatilag blokád alá vette a területet. Október 22-én pedig pakisztáni fegyveresek – elvileg a kormányzattól függetlenül – megkezdték Dzsammu és Kasmír megszállását. Ennek hatására az uralkodó október 26-án aláírta az Indiához való csatlakozást, mely másnap hatályba lépett. Az indiai csapatok 1947 decemberére a pakisztáni határ közelébe szorították vissza a fegyvereseket, ahol a frontvonal állandósult.
Az indiai alkotmány Kasmír számára különleges jogállást biztosított.

### A konfliktus további fejleményei
Egy "alacsony intenzitású konfliktus" folyamatos meglétével lehetett számolni a későbbiekben, mely nem annyira a frontvonalon, mint inkább a hátországban zajlott. A konfliktus időről időre a háborús incidens küszöbéig fajult.
Ilyen volt az 1999 májusának elején kirobbant un. kargil-háború, melynek hátterében az Afganisztánból kiszorult mudzsahedinek beszivárgása állt. ENSZ és más forrásokból származó információk egyértelműen Pakisztán felelősségét támasztják alá a háború kirobbanásában.
1998 tavaszától azonban mindkét ország bevethető nukleáris fegyverrel rendelkezett, így a konfliktus katasztrofális következményekkel járhatott volna. A 2001 végi kasmíri merényletek nyomán pedig a két ország az atomháború szélére sodródott. Bár 2002-ben a két ország között a legmagasabb szintű tárgyalások kezdődtek, eredményt nem hoztak. A 2003-as merényletek csak tovább mélyítették a válságot. 2004 januárjától India és Pakisztán kapcsolatában látványos javulás állt be. 2005-ben történelmi jelentőségű autóbuszjárat indult Kasmír két része között.
2019. augusztus 5-én Narendra Modi indiai miniszterelnök bejelentette, hogy India megszünteti Kasmír speciális autonóm státuszát.
Kasmír indiai oldalán a muszlim lakosság gyakorlatilag egyöntetűen a Pakisztánnal való egyesülést támogatják, elutasítják az indiai uralmat, továbbá elhatárolódnak a függetlenség kikiáltásától.
2025. áprilisában az Ellenállási Front nevű szervezet fegyveresei tüzet nyitottak az indiai turistákra Pahalgam közelében, legalább 28 embert megölve és több mint 20-at megsebesítve.
Ezután 2025 májusában újabb összecsapás tört ki India és Pakisztán hadserege között.

## Galéria

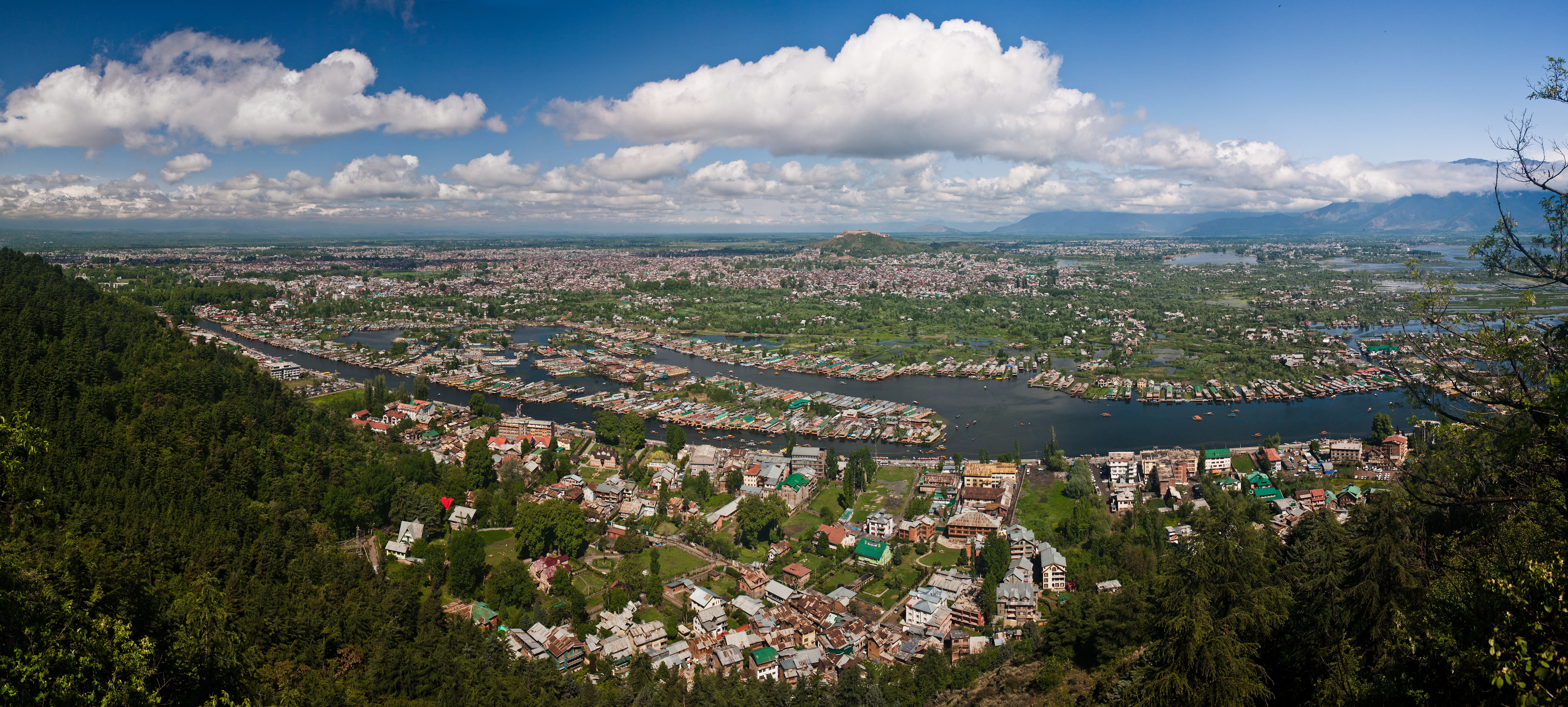
kilátás Srinagarra a Kasmír-völgyben
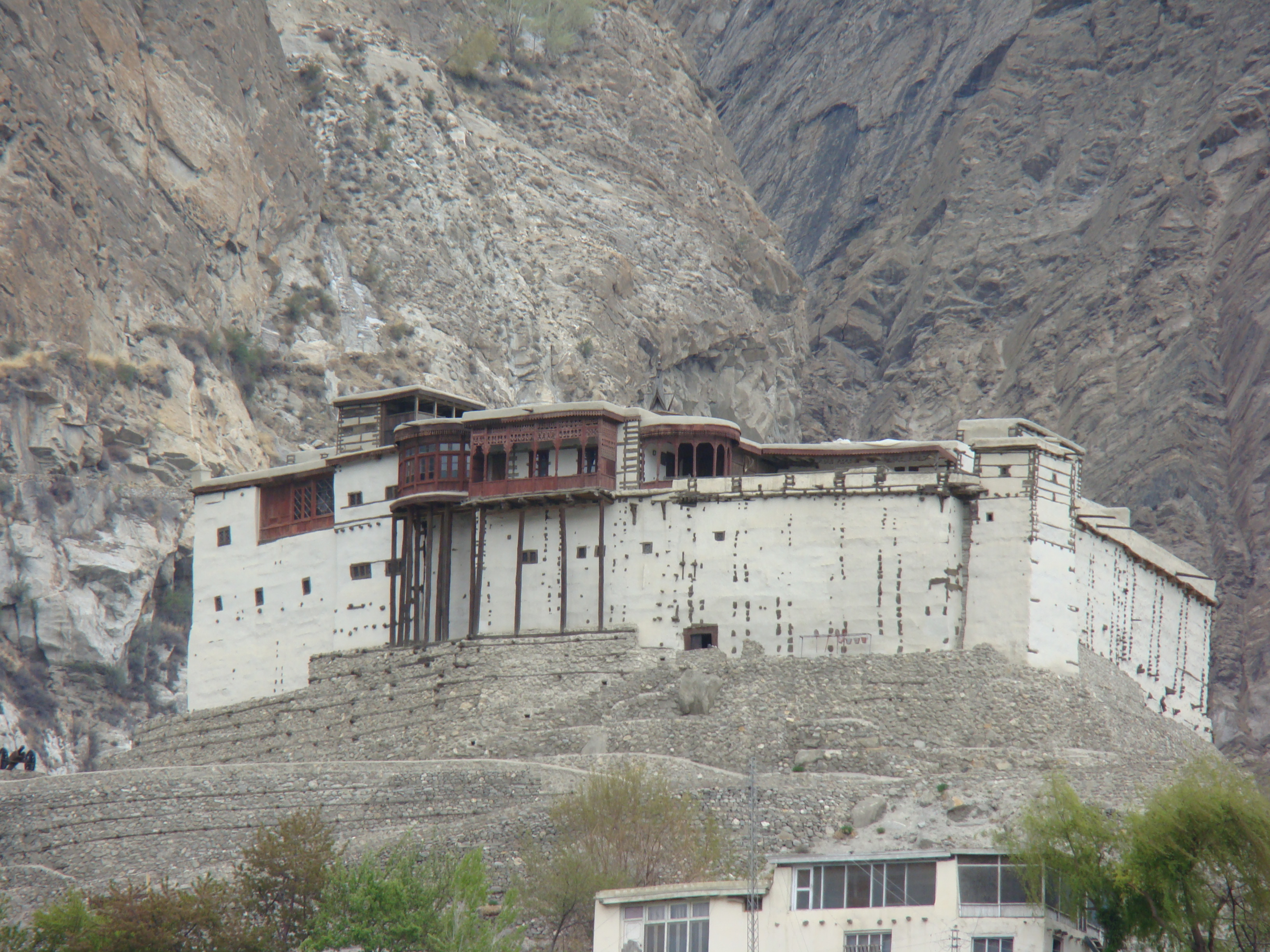
Régi erőd a Hunza-völgyben, Gilgit-Baltisztánban
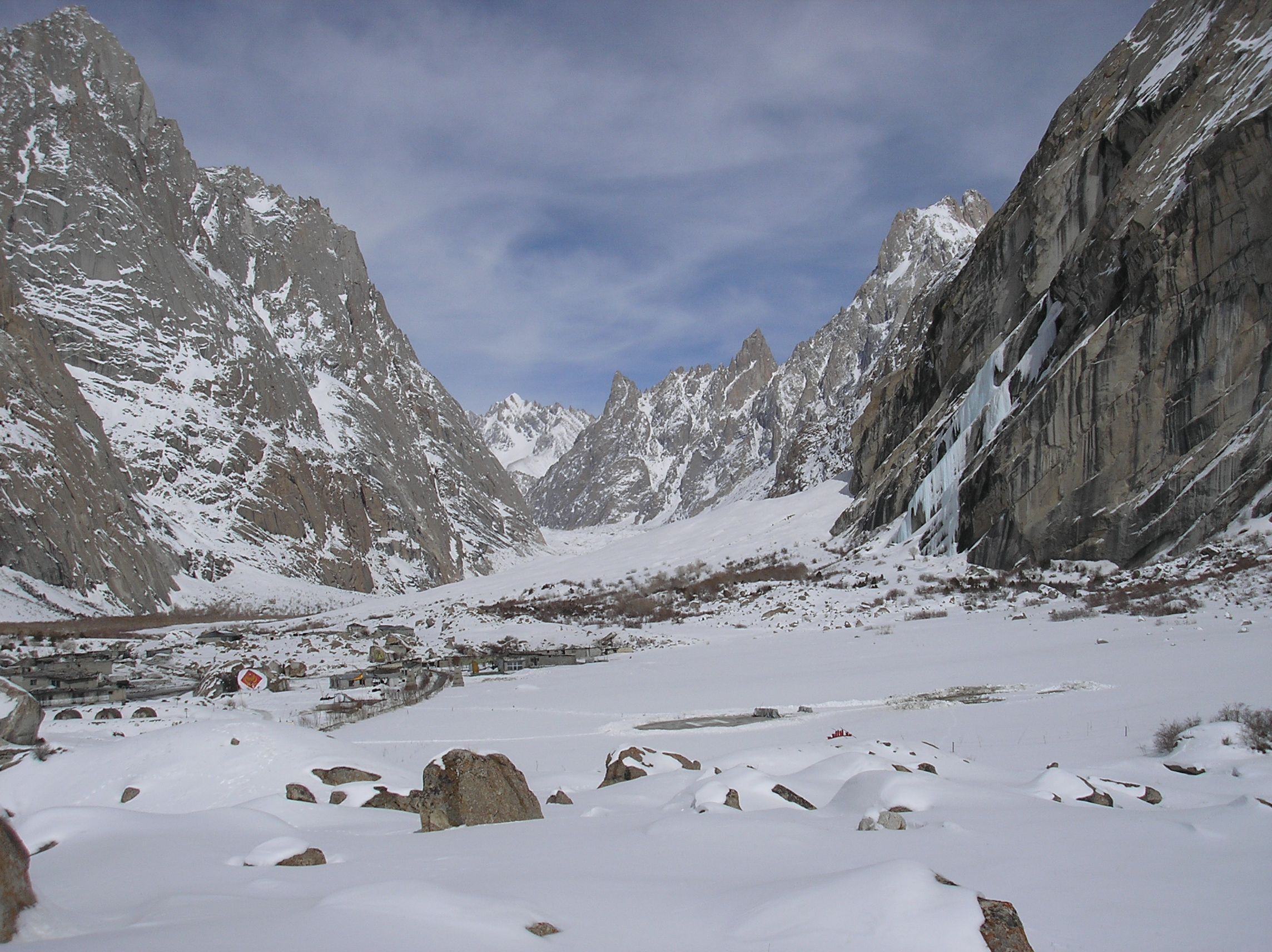
Siachin-gleccser India-Pak.-Kína határán
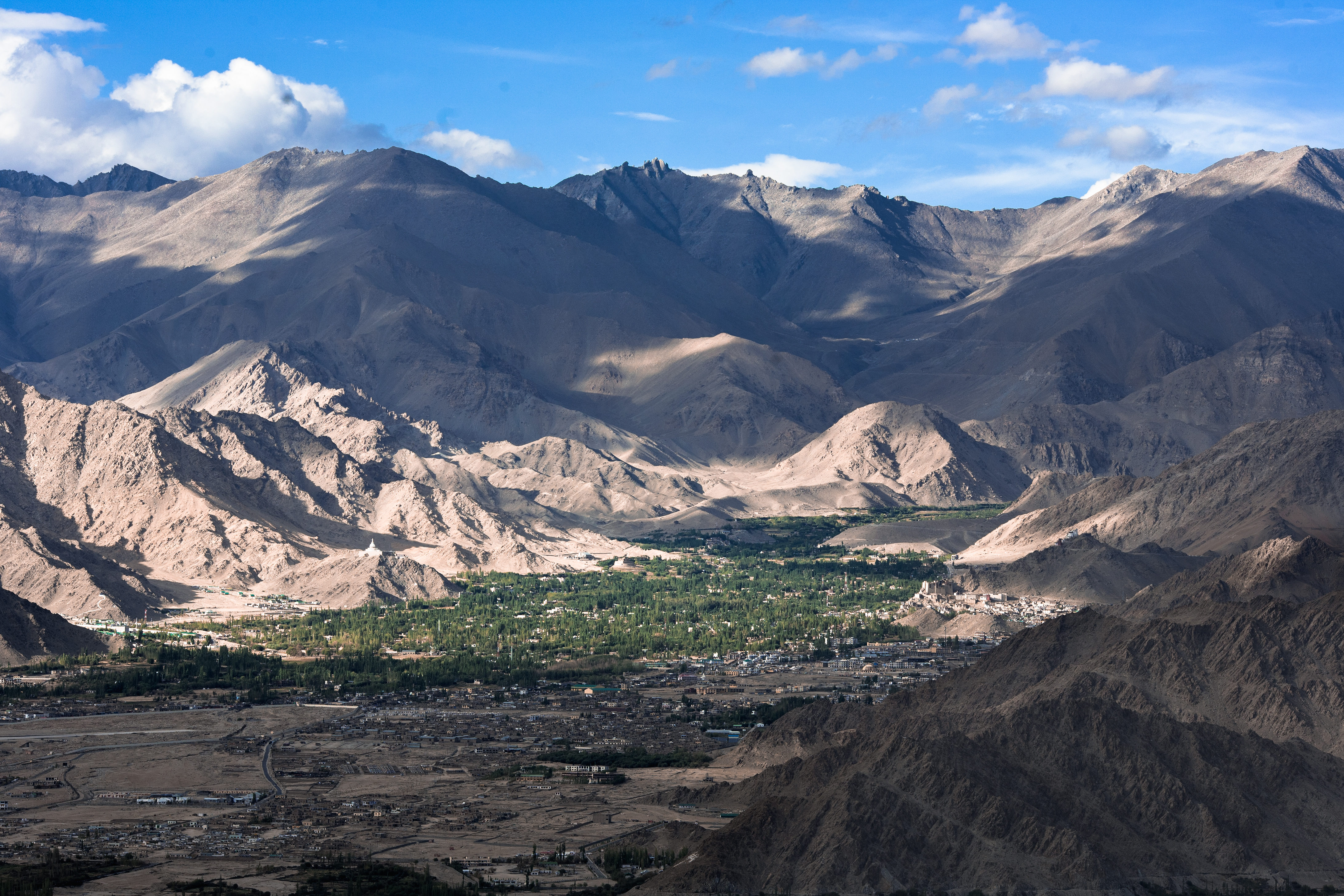
Ladaki tájkép
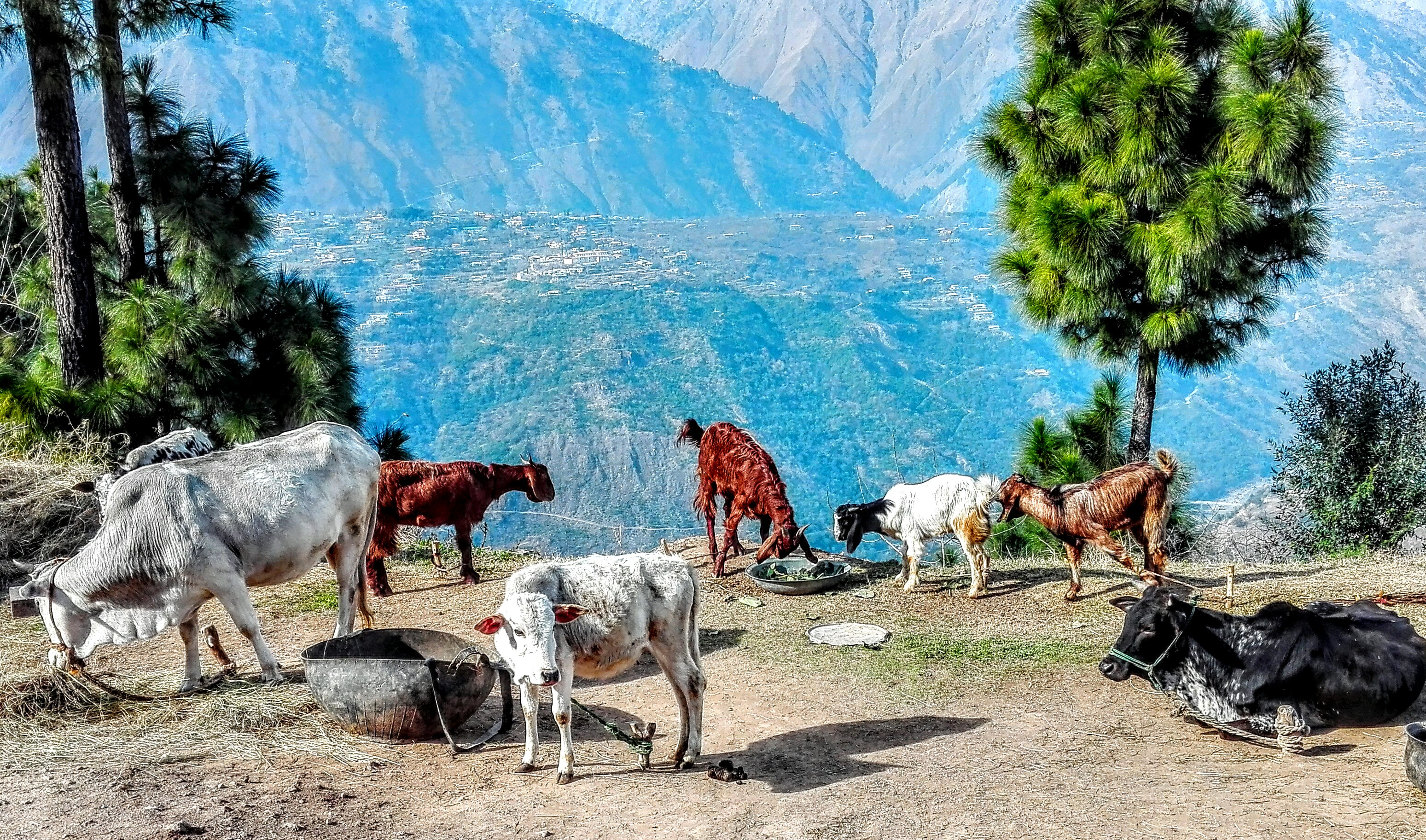
Azad-kasmír tájképe Pakisztánban
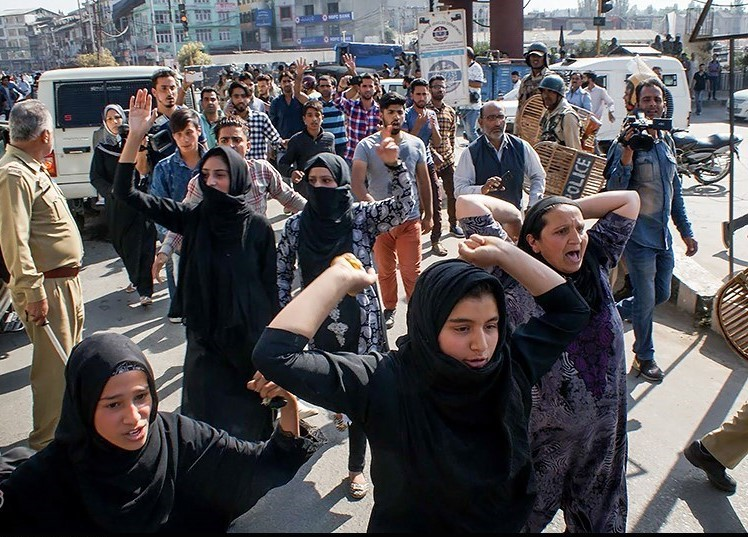
Muszlim indiai nők a régióban

## Forrás
- Wilhelm Zoltán - Pete József - Kisgyörgy Péter (2006): Adatok a kasmíri konfliktus politikai földrajzi elemzéséhez. In: Földrajzi Értesítő, LV. évf. 1-2. füzet. pp. 213-237.

## Külső hivatkozások
- kasmir.lap.hu